# Joseph de Kermarec
Pour les articles homonymes, voir Kermarec.
Joseph-François-Marie de Kermarec est un homme politique français né le 11 avril 1788 à Rennes (Ille-et-Vilaine) et décédé le 15 août 1845 à Rennes.
Substitut général à la cour d'appel de Rennes en 1816, il est avocat général en 1819 et président de chambre en 1828. Il est député d'Ille-et-Vilaine de 1830 à 1831, siégeant dans la majorité soutenant la Monarchie de Juillet.

## Sources
- « Joseph de Kermarec », dans Adolphe Robert et Gaston Cougny, Dictionnaire des parlementaires français, Edgar Bourloton, 1889-1891 [détail de l’édition]